# Championnat d'Islande féminin de volley-ball
Le Championnat d'Islande de volley-ball féminin est la plus importante compétition nationale organisé par la Fédération islandaise de volley-ball (Blaksamband Íslands, BLÍ), il a été créé en 1973.

## Palmarès
| Année | Champion                   | Finaliste               | Troisième                |
| ----- | -------------------------- | ----------------------- | ------------------------ |
| 1974  | Umf. Biskupstungna         |                         |                          |
| 1975  | Vikingur Reykjavik         |                         |                          |
| 1976  | Vikingur Reykjavik         |                         |                          |
| 1977  | ÍMA                        |                         |                          |
| 1978  | Völsungur Húsavík          |                         |                          |
| 1979  | Völsungur Húsavík          |                         |                          |
| 1980  | Vikingur Reykjavik         |                         |                          |
| 1981  | Vikingur Reykjavik         |                         |                          |
| 1982  | Íþróttafélag stúdenta (ÍS) |                         |                          |
| 1983  | þróttur Reykjavík          |                         |                          |
| 1984  | Völsungur Húsavík          |                         |                          |
| 1985  | Íþróttafélag stúdenta (ÍS) |                         |                          |
| 1986  | Íþróttafélag stúdenta (ÍS) |                         |                          |
| 1987  | Vikingur Reykjavik         |                         |                          |
| 1988  | Breiðablik UBK             |                         |                          |
| 1989  | Vikingur Reykjavik         |                         |                          |
| 1990  | Íþróttafélag stúdenta (ÍS) |                         |                          |
| 1991  | Vikingur Reykjavik         |                         |                          |
| 1992  | Íþróttafélag stúdenta (ÍS) |                         |                          |
| 1993  | Vikingur Reykjavik         |                         |                          |
| 1994  | Íþróttafélag stúdenta (ÍS) |                         |                          |
| 1995  | HK Kópavogur               |                         |                          |
| 1996  | Þróttur Neskaupstað        |                         |                          |
| 1997  | Íþróttafélag stúdenta (ÍS) |                         |                          |
| 1998  | Vikingur Reykjavik         |                         |                          |
| 1999  | Íþróttafélag stúdenta (ÍS) |                         |                          |
| 2000  | Þróttur Neskaupstað        |                         |                          |
| 2001  | Þróttur Neskaupstað        |                         |                          |
| 2002  | Þróttur Neskaupstað        |                         |                          |
| 2003  | Þróttur Neskaupstað        |                         |                          |
| 2004  | þróttur Reykjavík          |                         |                          |
| 2005  | þróttur Reykjavík          |                         |                          |
| 2006  | þróttur Reykjavík          |                         |                          |
| 2007  | þróttur Reykjavík          |                         |                          |
| 2008  | Þróttur Neskaupstað        |                         |                          |
| 2009  | HK Kópavogur               | Þróttur Neskaupstað     | þróttur Reykjavík        |
| 2010  | HK Kópavogur               |                         |                          |
| 2011  | Þróttur Neskaupstað        | HK Kópavogur            |                          |
| 2012  | Afturelding Mosfellsbær    | Þróttur Neskaupstað     |                          |
| 2013  | Þróttur Neskaupstað        |                         |                          |
| 2014  | Afturelding Mosfellsbær    |                         |                          |
| 2015  | HK Kópavogur               |                         |                          |
| 2016  | Afturelding Mosfellsbær    | HK Kópavogur            | Þróttur Neskaupstað      |
| 2017  | HK Kópavogur               | Afturelding Mosfellsbær |                          |
| 2018  | Þróttur Neskaupstað        | Afturelding Mosfellsbær | Ungmennafélagið Stjarnan |
| 2019  | Knattspyrnufélag Akureyrar | HK Kópavogur            |                          |
| 2020  | non terminé                | non terminé             | non terminé              |
| 2021  | Afturelding Mosfellsbær    |                         |                          |
| 2022  | Knattspyrnufélag Akureyrar | Afturelding Mosfellsbær | UMF Álftanes             |